# Antoine Griezmann
Antoine Griezmann (n. 21 martie 1991, Mâcon, Bourgogne, Franța) este un fotbalist francez, care joacă pe post de atacant la Atlético Madrid în La Liga. Pe plan internațional, are prezențe la națională pentru Franța U19⁠(d), Franța U20⁠(d), Franța U21⁠(d) și Franța.
Și-a început cariera la Real Sociedad, făcându-și debutul în 2009 și câștigând Segunda División în primul său sezon. Peste cinci sezoane acolo, a marcat 52 de goluri în 201 de meciuri oficiale. În 2014, el a fost transferat la Atlético Madrid pentru 30 de milioane de euro.
Griezmann a făcut parte din echipele naționale de juniori ale Franței, prin care și-a reprezentat țara la under-19⁠(d), under-20⁠(d) și under-21⁠(d), iar în 2010 a contribuit la câștigarea Campionatului de Fotbal UEFA European Under-19 desfășurat pe teren propriu.
Și-a făcut debutul pentru echipa națională de seniori în 2014 și a jucat la World Cup din același an, ajutând Franța să ajungă la sferturile de finală. Griezmann a fost cel mai bun marcator la UEFA Euro 2016, unde francezii s-au clasat de al doilea loc pe teren propriu.

## Tinerețe
Griezmann s-a născut în Mâcon. Tatăl lui, Alain, un consilier al orașului, este de origine german, în timp ce mama sa Isabelle, fostă femeie de serviciu în spital, are origini portugheze și tatăl ei Amaro Lopes a fost un fotbalist portughez la F.C. Paços de Ferreira.
Griezmann și-a început cariera jucând pentru clubul din orașul său natal UF Mâcon. Acolo, el a susținut mai multe probe cu cluburi profesioniste, cu scopul de a obține un loc în academia de juniori, dar a fost respins, deoarece nu se încadra în standardele clubului (era mic de înălțime și slab).
- în 2005, Griezmann a jucat un meci amical împotriva academiei de juniori  Paris Saint-Germain în Paris, și a impresionat mai multe cluburi, printre care și  Real Sociedad. După o vreme, clubul a luat legătura cu părinții lui și i-a oferit jucătorului, în mod oficial un contract, prin care avea să înceapă antrenamentele la Real Sociedad.

## Carieră
După victorii repetate la Real Sociedad, dar și la echipa națională de juniori a Franței, Griezmann este observat de clubul Atlético Madrid, care pe data de 29 iulie 2014 semnează un contract de șase ani cu acesta.
Pe 27 februarie 2014, Griezmann este invitat în echipa de seniori a Franței de către antrenorul  Didier Deschamps, ca să joace într-un meci amical împotriva Olandei.
La Euro 2016, Griezmann a făcut senzație, marcând 6 goluri și dând două pase de gol în șapte meciuri și a fost desemnat cel mai bun jucător al campionatului. Numărul lui de goluri de la campionat este al doilea în istoria competiției, după cele 9 goluri ale compatriotului său Michel Platini de la  UEFA Euro 1984.

## Statistici

### Club
La meciul jucat pe 19 august 2024.
| Club                       | Sezon         | Ligă             | Ligă    | Ligă   | Cupă    | Cupă   | Continental | Continental | Altele  | Altele | Total   | Total  |
| Club                       | Sezon         | Divizie          | Meciuri | Goluri | Meciuri | Goluri | Meciuri     | Goluri      | Meciuri | Goluri | Meciuri | Goluri |
| -------------------------- | ------------- | ---------------- | ------- | ------ | ------- | ------ | ----------- | ----------- | ------- | ------ | ------- | ------ |
| Real Sociedad              | 2009–10       | Segunda División | 39      | 6      | 0       | 0      | —           | —           | —       | —      | 39      | 6      |
| Real Sociedad              | 2010–11       | La Liga          | 37      | 7      | 2       | 0      | —           | —           | —       | —      | 39      | 7      |
| Real Sociedad              | 2011–12       | La Liga          | 35      | 7      | 3       | 1      | —           | —           | —       | —      | 38      | 8      |
| Real Sociedad              | 2012–13       | La Liga          | 34      | 10     | 1       | 1      | —           | —           | —       | —      | 35      | 11     |
| Real Sociedad              | 2013–14       | La Liga          | 35      | 16     | 7       | 3      | 8           | 1           | —       | —      | 50      | 20     |
| Real Sociedad              | Total         | Total            | 180     | 46     | 13      | 5      | 8           | 1           | —       | —      | 201     | 52     |
| Atlético Madrid            | 2014–15       | La Liga          | 37      | 22     | 5       | 1      | 9           | 2           | 2       | 0      | 53      | 25     |
| Atlético Madrid            | 2015–16       | La Liga          | 38      | 22     | 3       | 3      | 13          | 7           | —       | —      | 54      | 32     |
| Atlético Madrid            | 2016–17       | La Liga          | 36      | 16     | 5       | 4      | 12          | 6           | —       | —      | 53      | 26     |
| Atlético Madrid            | 2017–18       | La Liga          | 32      | 19     | 3       | 2      | 14          | 8           | —       | —      | 49      | 29     |
| Atlético Madrid            | 2018–19       | La Liga          | 37      | 15     | 2       | 2      | 8           | 4           | 1       | 0      | 48      | 21     |
| Atlético Madrid            | Total         | Total            | 180     | 94     | 18      | 12     | 56          | 27          | 3       | 0      | 257     | 133    |
| Barcelona                  | 2019–20       | La Liga          | 35      | 9      | 3       | 3      | 9           | 2           | 1       | 1      | 48      | 15     |
| Barcelona                  | 2020–21       | La Liga          | 36      | 13     | 6       | 3      | 7           | 2           | 2       | 2      | 51      | 20     |
| Barcelona                  | 2021–22       | La Liga          | 3       | 0      | —       | —      | —           | —           | —       | —      | 3       | 0      |
| Barcelona                  | Total         | Total            | 74      | 22     | 9       | 6      | 16          | 4           | 3       | 3      | 102     | 35     |
| Atlético Madrid (împrumut) | 2021–22       | La Liga          | 26      | 3      | 1       | 1      | 9           | 4           | —       | —      | 36      | 8      |
| Atlético Madrid            | 2022–23       | La Liga          | 38      | 15     | 4       | 0      | 6           | 1           | —       | —      | 48      | 16     |
| Atlético Madrid            | 2023–24       | La Liga          | 33      | 16     | 4       | 1      | 10          | 6           | 1       | 1      | 48      | 24     |
| Atlético Madrid            | 2024–25       | La Liga          | 1       | 0      | 0       | 0      | 0           | 0           | 0       | 0      | 1       | 0      |
| Atlético Madrid            | Total         | Total            | 98      | 34     | 9       | 2      | 25          | 11          | 1       | 1      | 133     | 48     |
| Total carieră              | Total carieră | Total carieră    | 532     | 196    | 50      | 25     | 105         | 43          | 7       | 4      | 694     | 268    |

1. 1 2 3 4 5 6 7 8 9 10  Apariții în UEFA Champions League
2. ↑  Apariții în Supercopa de España
3. ↑  Șase apariții și două goluri în UEFA Champions League, opt apariții și șase goluri în UEFA Europa League
4. ↑  Apariție în UEFA Super Cup
5. 1 2 3  Apariții în Supercopa de España
6. ↑  O parte din acest sezon a fost împrumutat de la Barcelona